# Minería en Gales

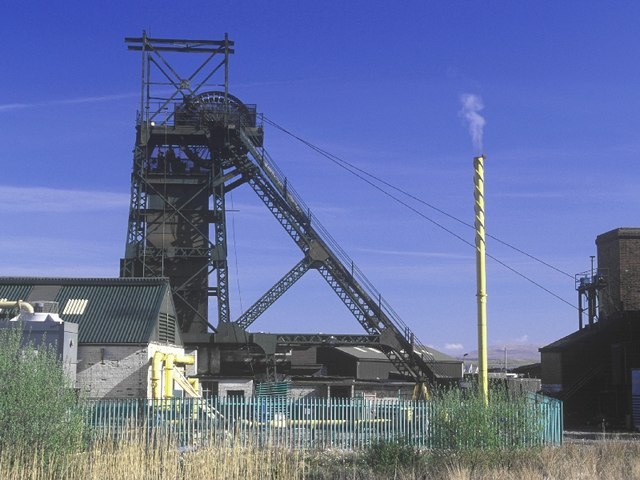
Instalaciones de la mina de Tower Colliery en 2004.

La minería en Gales proporcionó una importante fuente de ingresos para la economía de Gales durante todo el siglo XIX, al igual que a principios y mediados del siglo XX. Fue clave para la Revolución Industrial en Gales y en toda Gran Bretaña.
Gales era famosa por su minería de carbón, en el valle de Rhondda, los valles del sur de Gales y en toda la cuenca carbonífera del sur de Gales. Para el año 1913, Barry se convirtió en el puerto exportador de carbón más grande del mundo, con Cardiff en segundo lugar, ya que el carbón se transportaba por ferrocarril. . El noreste del país también tenía su propio yacimiento de carbón y Tower Colliery (cerrado en enero de 2008), cerca de Hirwaun, es considerado por muchos como la mina de carbón a cielo abierto más antigua y una de las más grandes del mundo. El carbón galés se consideraba uno de los mejores materiales para quemar y de la más alta calidad tanto para generar energía como para transporte ferroviario o marítimo, y era vendido a precios más altos. Gales también ha tenido una importante historia de minería de pizarra, oro y diversos minerales metálicos, lo que la convierte en una de las llanuras con mayor riqueza material del mundo.

## Historia
En la Edad del Hierro británica prerromana, ya existía minería a pequeña escala en Gales, pero se emprendió a escala industrial bajo los romanos, los cuales completaron su conquista de Gales en el año 78 d. C. Se extrajeron cantidades sustanciales de oro, cobre y plomo, junto con cantidades menores de zinc y plata . La minería continuaría hasta que el proceso dejara de ser práctico o rentable, momento en el c ual la minería sería abandonada. Las extensas excavaciones de las operaciones romanas en Dolaucothi proporcionan una imagen del alto nivel de la tecnología romana y la experiencia de la ingeniería romana en la época antigua. Poco después de la caída del imperio romano, la minería rápidamente dejó de ser rentable y la mayoría de los inversores y empresarios vendieron sus acciones. En el siglo XVII, alrededor de la época de un aumento en la población, comenzó la explotación de la pizarra, y en la década de 1750, la industria minera había explotado en la zona casi todo tipo de materiales imaginables, convirtiéndolo en un centro de minería.

### Minería de carbón
Durante la primera mitad del siglo XIX, la minería fue a menudo la fuente de descontento de la clase trabajadora en Gales. Una serie de levantamientos, como el Levantamiento de Merthyr en 1831 contra los empleadores, fueron una característica de la Revolución Industrial en Gales, Dic Penderyn se convirtió en un mártir de los trabajadores industriales. El movimiento cartista y el levantamiento de Newport de 1839 mostraron la creciente preocupación y conciencia de la fuerza laboral sobre su valor para la nación.
Hay una canción minera muy conocida, parte en galés y parte en inglés.
I am a little collier and gweithio underground 
The raff will never torri when I go up and down 
It's bara when I'm hungry 
And cwrw when I'm dry 
It's gwely when I'm tired 
And nefoedd when I die 
A continuación, su traducción en español.
Soy un pequeño minero y trabajo bajo tierra
La cuerda nunca se romperá cuando subo y bajo
Es pan cuando tengo hambre
Y cerveza cuando estoy seco
Es la cama cuando estoy cansado
Y el cielo cuando muera
A pesar del descontento, muchos mineros continuaron trabajando, impulsando la economía global a pesar de su insatisfacción.

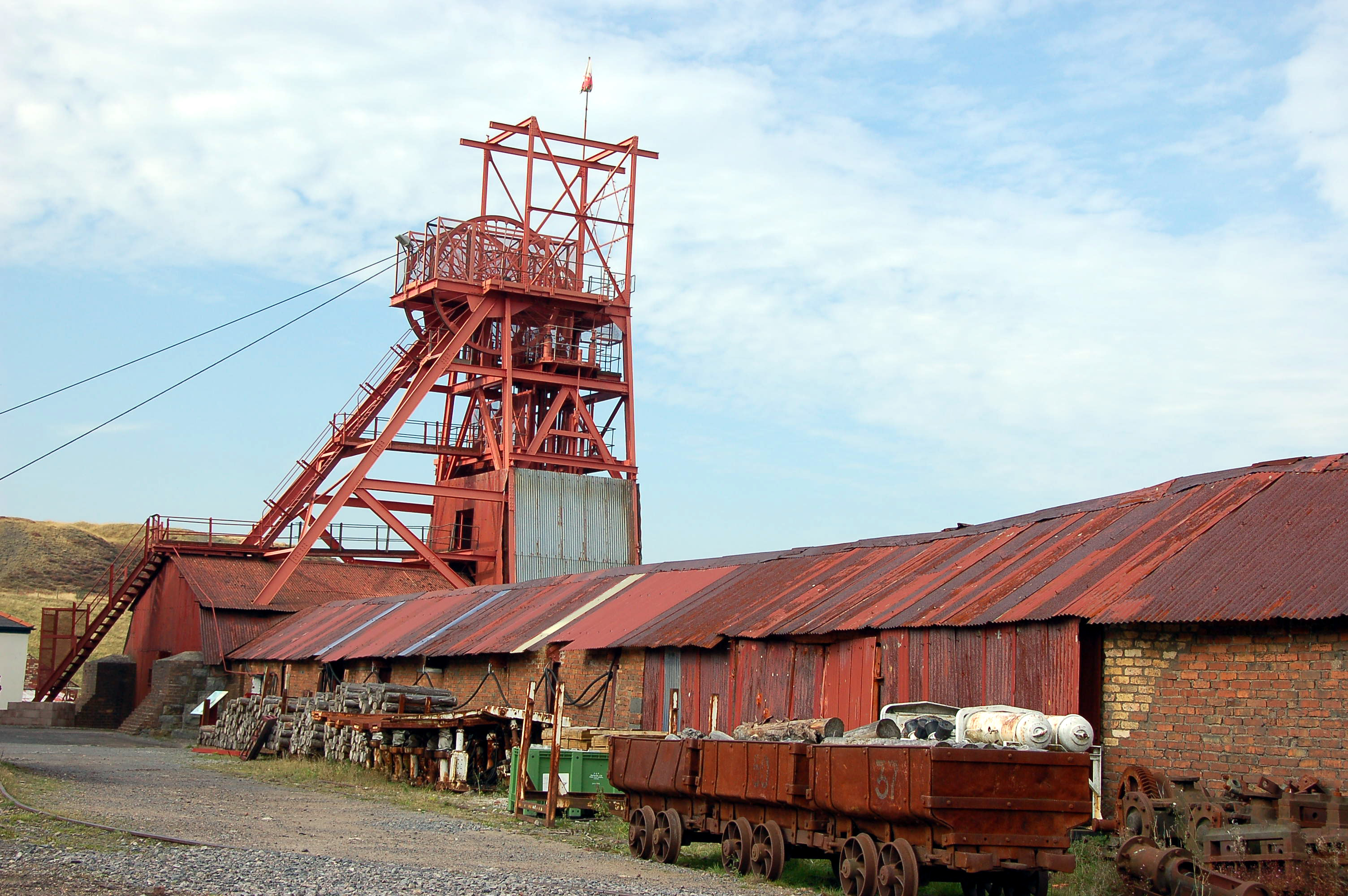
Museo Big Pit en Blaenavon

### Museo Nacional del Carbón Big Pit y otros museos mineros en Gales
Otros museos que preservan la memoria y el patrimonio de la industria minera del carbón en Gales se encuentran en:
- Museo de los Mineros de Gales del Sur cerca de Cymmer
- Museo Cefn Coed Colliery cerca de Crynant
- Parque del patrimonio de Rhondda cerca de Trehafod

### Cantera de pizarra
Ha habido canteras de pizarra en Gales desde la época romana, cuando se utilizaba pizarra para techar el fuerte de Segontium, ahora Caernarfon . La industria de la pizarra creció lentamente hasta principios del siglo XVIII, luego se expandió rápidamente hasta finales del siglo XIX, momento en el que las áreas productoras de pizarra más importantes estaban en el noroeste de Gales, incluida la cantera Penrhyn cerca de Bethesda, la cantera Dinorwic cerca de Llanberis, las canteras del valle de Nantlle, y Blaenau Ffestiniog, donde la pizarra se extraía de una mina . Penrhyn y Dinorwig eran las dos canteras de pizarra más grandes del mundo, y la mina Oakeley en Blaenau Ffestiniog era la mina de pizarra más grande del mundo.  La pizarra se utiliza principalmente para tejados, pero también se produce como losa más gruesa para una variedad de usos, incluidos suelos, encimeras y lápidas . 
La industria de la pizarra en el norte de Gales está en la lista provisional de Patrimonio de la Humanidad, mientras que la pizarra galesa ha sido designada por la Unión Internacional de Ciencias Geológicas como recurso pétreo del patrimonio mundial . 

### Minería de metales
La minería metálica en Gales afectó a grandes zonas de lo que ahora son zonas muy rurales del país y dejó un legado de montones de desechos contaminados y varios edificios en ruinas.
Hay una serie de áreas que han sido minadas en busca de una variedad de metales .

[In Wales,]

Valeys bryngeþ forþ food,

And hilles metal riȝt good
Ranulf Higden (c. 1280–1364)

#### Minería de oro
El oro se extraía ya en la época romana en Dolaucothi, en Carmarthenshire, y posiblemente en otros lugares. En el siglo XIX, el oro se extraía de varias pequeñas minas en el extremo sur de Snowdonia y la mayor actividad se centraba en el valle del río Mawddach y sus afluentes.

#### Plomo y plata

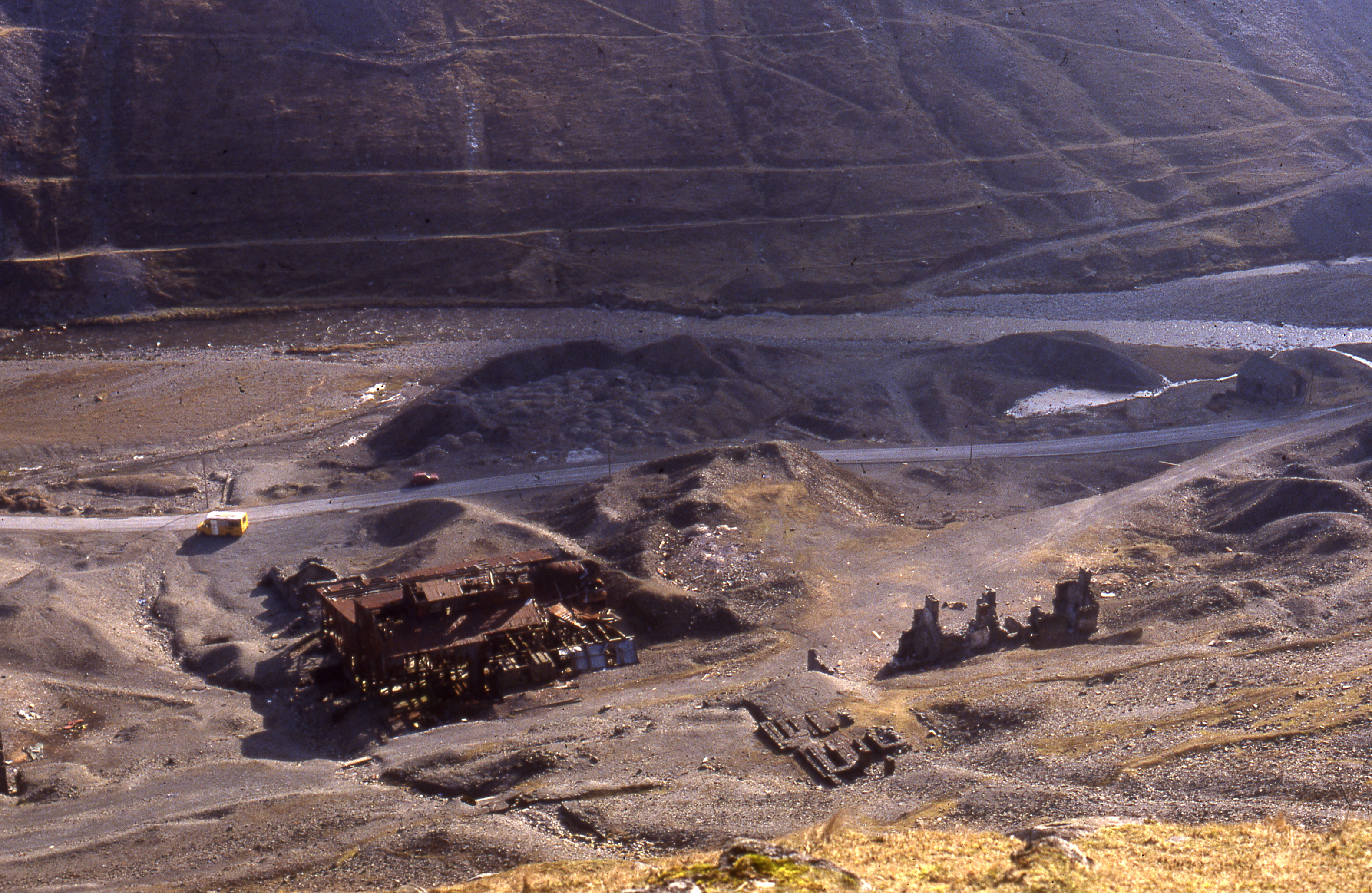
Mina Cwmystwyth desde la ladera inmediatamente encima de la mina. Invierno de 1985, cuando muchos edificios aún estaban en pie

Las áreas principales se centraron en las tierras altas de los ríos Ystwyth y Rheidol, con algunos valores atípicos al este en la cuenca del río Severn y algunos al sur en las cabeceras del río Teifi . Las más grandes de estas minas fueron las minas Cwmystwyth y Rheidol United en Cwm Rheidol. El mineral extraído era galena que en muchos casos tenía un alto contenido en plata, especialmente en Cwm Ystwyth. También se produjo junto con grandes cantidades de esfalerita, el principal mineral de zinc . Sin embargo, el zinc sólo se procesaba ocasionalmente y mucho permanece en los extensos montones de descarte alrededor de las minas.
Entre las muchas minas que han existido, la siguiente lista identifica las que se sabe que existieron entre los siglos XVII y XIX en el norte de Cardiganshire y el oeste de Montgomeryshire :
Aberffrwd, Alma, Blaenceunant, Blaencwmsymlog, Bron floyd, Bryn Glas, Bwa Drain, Bwlch, Cwm Mawr, Cwmystwyth, Cwm Ystwyth South, Cwm Ystwyth West, Cwmbryno, Cwmdarren, Cwmsymlog, De Broke, Dyffryn Castell, Elgar, Esgair Lle, Esgairmwyn, Fron Goch, Fron Goch Este, Gelli, Glog fach, Glog Fawr, Goginan, Goginan oeste, Graig Goch, Grogwynion, Gwaith coch, Lisburne Sur, Llwynmalus, Llywernog, Logau Las, Melindwr, Mynyddgorddu, Nanteos, Pen Rhiw, Powell, Rheidol United, Templo, Ystumtuen.
La minería de metales en el bosque de Gwydir se remonta al siglo XVII, pero su apogeo se produjo en la segunda mitad del siglo XIX. Estas minas producían predominantemente plomo y zinc, y la última mina en cerrar, Park Mine, lo hizo en la década de 1960. 
Áreas más pequeñas de explotación de plomo incluían la montaña Halkyn en Flintshire y el valle de Clyne en el oeste de Swansea .

#### Cobre
La minería del cobre es probablemente la actividad minera más antigua conocida en Gales, con evidencia documentada de minería de la Edad del Bronce en Great Orme cerca de Llandudno y en Copa Hill en el valle del río Ystwyth en Ceredigion . Se explotaron más descubrimientos de cobre en Snowdonia, justo al este de Beddgelert, donde la mina de cobre Sygun, dentro del Parque Nacional de Snowdonia, da una idea de las condiciones que enfrentan los mineros del cobre y es una atracción turística popular. En el siglo XVIII, se descubrieron y explotaron enormes depósitos de cobre junto con una variedad de otros metales en la montaña Parys en Anglesey .

#### Hierro
La explotación comercial de mineral de hierro ha sido relativamente poco común en Gales durante los últimos cien años, a pesar del predominio de la industria del hierro y el acero en el sur de Gales. Sin embargo, la piedra de hierro es un componente de la secuencia rocosa de Lower Coal Measures y, donde aflora a lo largo del borde norte de South Wales Coalfield, se trabajó extensamente para la producción de hierro y fue importante en el inicio de la Revolución Industrial en el sur de Gales.  La explotación comercial también tuvo lugar en el Valle de Glamorgan . El Bosque de Dean fue una importante fuente de hierro durante muchos siglos y data al menos de la época romana.

#### Plomo
El plomo se extrajo por primera vez en el norte de Gales durante la época romana en Pentre Halkyn para fundirse en Flint. El plomo que allí se producía llevaba estampado la inscripción Deceangli, que era el nombre de la tribu celta que ocupaba la zona. En el siglo XVII, comenzó un período intensivo de minería de plomo en Gales, que trajo un gran número de mineros de Derbyshire a Gales. Hay reservas sustanciales del metal en Ceredigion, probablemente explotadas por primera vez en el período romano y ampliamente durante el resurgimiento de la minería metálica durante el reinado de la reina Isabel I.

### Arsénico
El arsénico se ha extraído en asociación con metales y en Gales la extracción comercial probablemente sólo se ha producido en el valle de Clyne, cerca de Swansea.

## Minas en funcionamiento
Tras la huelga de los mineros, en Gales sólo quedaron en funcionamiento dos minas profundas. Tower Colliery, Hirwaun, ha sido gestionada por una cooperativa minera desde 1994. Debido a la disminución de las vetas de carbón, la última vez que se trabajó en la mina fue el 18 de enero de 2008, seguido del cierre oficial el 25 de enero.  La minería a la deriva continuó en Aberpergwm Colliery, una mina más pequeña cerrada por la Junta Nacional del Carbón en 1985 pero reabierta en 1996. La mina de carbón Aberpergwm actualmente es propiedad de Energybuild y está operada por ella y abastece el mercado de carbono.  Todavía existen varias otras minas pequeñas, incluida la mina a deriva Blaentillery cerca del Museo Nacional del Carbón Big Pit .

## Lista de minas en Gales
- Mina de Abercynon
- Mina de carbón Abercynon
- Aberpergwm (carbón de antracita, mina a la deriva, activa en 2014 con 64 empleados  (cerrada)
- Albion Colliery en Cilfynydd, Pontypridd : las obras comenzaron en 1884 y la mina cerró en 1966 [10]

- Bargoed Colliery hundido en 1887, cerrado en 1977.
- Bedwas Navigation Colliery (cerrado en 1985)
- Bersham Colliery (cerrado en 1986)
- Museo Nacional del Carbón Big Pit
- Blaenant Colliery (cerrado en 1990)
- Mina de carbón Bute Merthyr
- Mina de carbón Bwllfa

- Mina de carbón del Cámbrico
- Museo de la mina de carbón mixta Cefn
- Ceynen North Colliery en Newbridge
- Ceynen South Colliery en Abercarn (cerrado en 1985)
- Coedely Colliery, Tonyrefail (cerrado en 1985); vinculado bajo tierra a Cwm Colliery Beddau (cerrado en 1986)
- Cynheidre Colliery (cerrado en 1989)

- Darran Colliery, Deri hundido en 1868, cerrado en 1919.
- Mina de navegación profunda, Treharris (cerrada en 1991)

- Mina de Ferndale
- Plan de recuperación de tierras de Ffos-y-fran (aún en consideración en 2013)

- Mina de carbón Garw/Ffaldau
- Gresford Colliery (cerrado en 1973)
- Gran mina occidental
- Mina de carbón Groesfaen, Bargoed. Hundido en 1902, cerrado en 1968.

- Mina de Hafodyrynys

- Lady Windsor Colliery en Ynysybwl (cerrada en 1988); vinculado bajo tierra a Abercynon Colliery (cerrado en 1988)
- Mina de minas de Llancaiach
- Llay Hall Colliery, Cefn y Bedd, Norte de Gales, 1877-1947

- Mardy Colliery en Maerdy (cerrado en 1990, sitio despejado y ahora ocupado por Avon Rubber ); vinculado bajo tierra a Tower Colliery
- Marine Colliery en Cwm, Blaenau Gwent, fusionada con Six Bells Colliery en la década de 1970, cerrada en 1989
- Mostyn Colliery (cerrado en 1887 después de una inundación)

- Nantgarw Colliery (fusionada con Windsor Colliery en 1974, cerrada en 1986); pozo más profundo en el campo de carbón de Gales del Sur cuando se hundió en 1915
- Mina de navegación en Crumlin
- Nine Mile Point Colliery en Cwmfelinfach (cerrado en 1964)

- Oakdale Colliery en Ty Mellyn en Sirhowy Valley (cerrado en 1989; vinculado a Markham y Ceynen North)
- Ogilvie Colliery, Deri, Gales del Sur. Cerrado 1975.

- Parque Slip Colliery
- Mina de Penallta
- Mina de carbón Pentremawr
- La mina de carbón Prince of Wales en Abercarn cerró en 1959. Mayor desastre minero en Monmouthshire, 1878 .
- Punto de Ayr (cerrado en 1996)
- mina de prímula

- Siete Hermanas antracita; cerrado 1963
- Six Bells Colliery en Abertillery, sitio del desastre de Six Bells Colliery en 1960, fusionado con Marine Colliery en la década de 1970, cerrado en 1988

- Taff Merthyr
- Mina de carbón Tarenni
- Tower Colliery (cerrada en 1994 y reabierta después de la compra de la participación de los empleados por parte de Goitre Tower Anthracite en 1995; cerrada en 2008 después del agotamiento de la veta, pero con planes de establecer una mina a cielo abierto en su lugar)

- Universal Colliery en Senghenydd, lugar del desastre de la mina de Senghenydd ; convertido en una instalación de ventilación para Windsor Colliery y luego cerrado en 1988

- Mina de Windsor en Abertridwr, Caerphilly ; cerrado 1986
- Wyllie Colliery en el valle de Sirhowy ; cerrado 1968

### Minerales metálicos
- Mina de plomo Bryntail (ya no se utiliza)
- Mina de plomo Cilcain (ya no se utiliza)
- Mina de oro de Clogau
- Minas de Cwmystwyth
- Minas de oro de Dolaucothi
- Gran cobre Orme
- Bosque de Gwydir varias minas de metales
- Mina de oro de Gwynfynydd (ya no se utiliza)
- Mina de plomo Klondyke (ya no se utiliza)
- Mina Llywernog Mina de plata y plomo
- Minera Leadmines (Ya no está en uso)
- Mina de cobre de la montaña Parys
- Mina de cobre Sygun (ya no se utiliza como mina)
- Van Leadmine Llanidloes
- Minas Penrhyn Du (ya no se utilizan)

## Cultura popular
El tema del tercer álbum de Public Service Broadcasting, Every Valley, sigue el ascenso y la caída de la minería del carbón en Gales. Fue grabado en la antigua ciudad siderúrgica de Ebbw Vale, Gales, y lanzado el 7 de julio de 2017.

## Otras lecturas
- Benson, Juan. Mineros de carbón británicos en el siglo XIX: una historia social (Holmes y Meier, 1980)
- Berger, Stefan Llafur. "La cultura de la clase trabajadora y el movimiento obrero en el sur de Gales y las minas de carbón del Ruhr, 1850-2000: una comparación", Revista de Historia Laboral de Gales/Cylchgrawn Hanes Llafur Cymru (2001) 8#2 págs. 5-40.
- Bick, David E. "Las antiguas minas de metal del centro de Gales", partes 1 a 6, 1993, ISBN 0 906885 12 4
- Curtis, Ben. The South Wales Miners, 1964-1985 (University of Wales Press, distribuido por University of Chicago Press; 2013) 301 páginas
- Curtis, Ben. "Una tradición de radicalismo: la política de los mineros de Gales del Sur, 1964-1985", Labor History Review (2011) 76#1 págs. 34-50